# Рефрактометрія

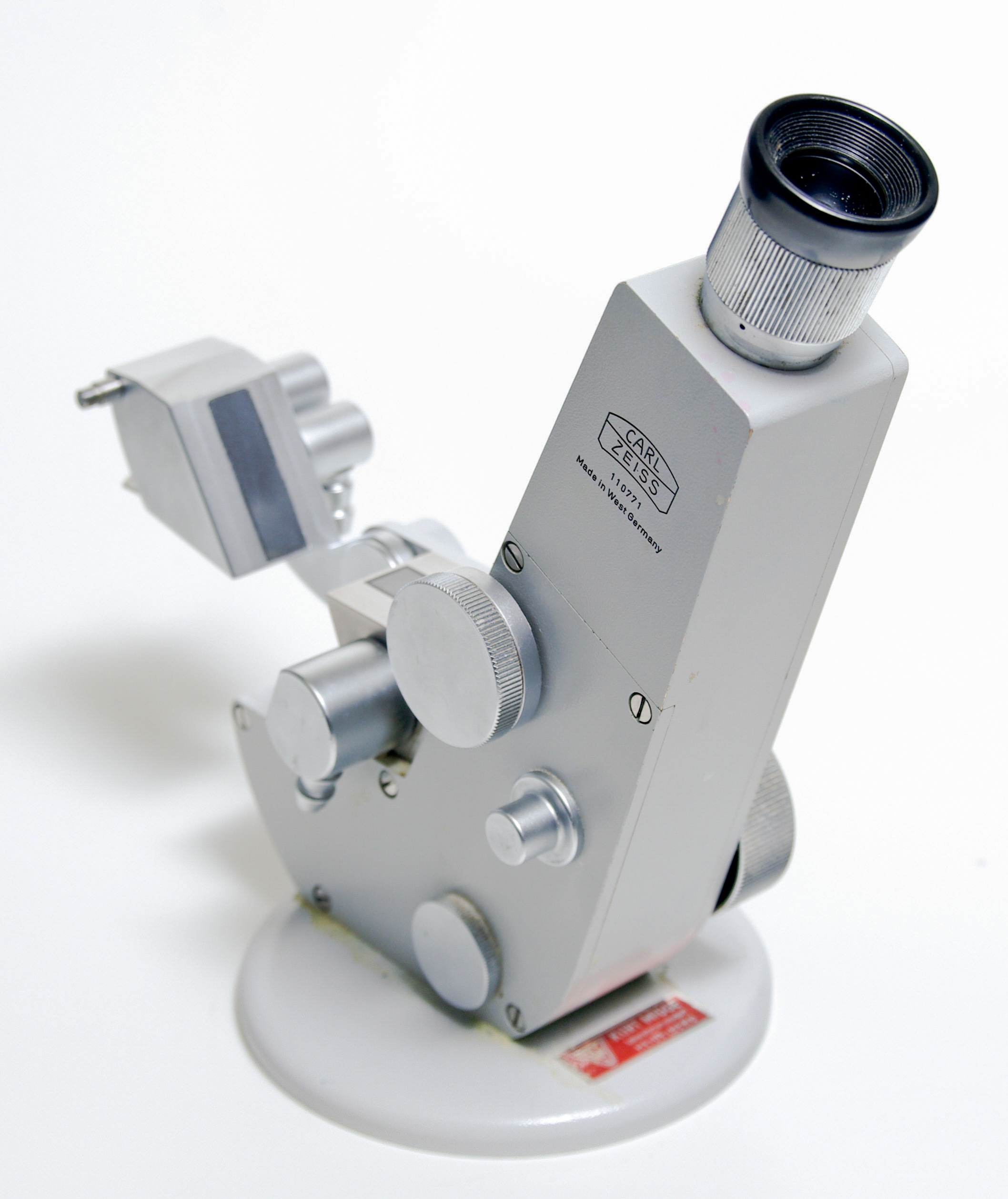
Рефрактометр Аббе.

Рефрактометрія (лат. refractus — переломлений + грец. metreo — виміряю) — оптичний метод аналізу, заснований на вимірюванні показника заломлення (n) досліджуваної речовини за допомогою рефрактометра.

## Абсолютний показник заломлення
Абсолютним показником заломлення називають відношення швидкості проходження світла у вакуумі до швидкості проходження світла в речовині, що досліджується. На практиці визначають відносний показник заломлення — відношення швидкості проходження світла в повітрі до швидкості проходження світла в речовині або відношення синуса кута падіння до синуса кута заломлення n = v1/v2 = sin α/sin β, де v1 — швидкість проходження світла в повітрі; v2 — швидкість проходження світла в речовині; α — кут падіння; β — кут заломлення. Показник заломлення залежить від довжини хвилі світла, температури, агрегатного стану, а також від концентрації речовини і природи розчинника, якщо визначають розчини.

## Використання
Рефрактометрію використовується для ідентифікації речовини; для кількісного визначення одно-, дво- та багатокомпонентних сумішей; для визначення якості розчинів речовин та термінів їх зберігання.
Прилади, що використовують для визначення показника заломлення, називають рефрактометрами. Визначення найчастіше проводять при температурі 20оС і довжині хвилі D лінії спектра атома натрію (λ = 589,3 нм). Показник заломлення, визначений у таких умовах, позначають n20D . Зазвичай вимірювання показника заломлення виконують на рефрактометрах типу Аббе, дія яких ґрунтується на визначенні кута повного внутрішнього відбиття при проходженні світлом межі між двома середовищами з різними показниками заломлення. Діапазон вимірювання показника заломлення від 1,3 до 1,7, а точність визначення ±2·10−4. Менш поширені на практиці рефрактометри типу Пульфриха, дія яких побудована на вимірюванні кута заломлення монохроматичного світла, що забезпечує високу точність визначення показника заломлення ±2·10−5, але потребує значної кількості досліджуваного розчину і монохроматора світла.

## Визначення концентрації розчинів
Визначити концентрацію розчинів речовин рефрактометричним методом можна двома способами: розрахунковим та графічним. При розрахунковому способі використовують формулу, що відображає залежність між концентрацією розчину та його показником заломлення: n = n0 + F·C → C = (n — n0)/F, де n — показник заломлення розчину; n0 — показник заломлення розчинника; F — рефрактометричний фактор; C — концентрація розчину (%). Рефрактометричний фактор (F) демонструє зміну показника заломлення при зміні концентрації розчину на 1%. Його встановлюють експериментально або розраховують за таблицями показників заломлення. При використанні графічного способу визначення концентрації розчину речовини будують калібрувальний графік у координатах n-C, вимірюють показник заломлення розчину і за графіком знаходять відповідну концентрацію.
Рефрактометричний метод використовують на практиці для кількісного визначення концентрації речовин водних та неводних розчинів, органічних та мінеральних кислот, солей, концентрації етилового спирту, гліцеролу, для визначення вмісту білка в крові та ін.